# چارلز اچ. پرسی
چارلز اچ. پرسی (به انگلیسی: Charles H. Percy) سناتور سابق عضو حزب جمهوری‌خواه ایالات متحده آمریکا بود. وی در سال ۱۹۶۷ تا ۱۹۸۵ میلادی سناتور ایالت ایلی‌نوی در سنای ایالات متحده آمریکا بود.